# KFM 저녁종합뉴스
《KFM 저녁종합뉴스》는 경기방송에서 평일 저녁 6시 30분부터 저녁 7시까지 방송했던 라디오 프로그램이다.
경기방송 아나운서가 진행한다.

## 앵커
- 현준호 아나운서
- 신영란 아나운서
- 노광준 아나운서
- 소영선 아나운서
- 김미낭 아나운서
- 장주영 아나운서
- 유주현 아나운서
- 이세나 아나운서
- 김예령 아나운서
- 김희연 아나운서
- 김윤지 아나운서
- 반승원 아나운서

## 같이 보기
- 경기방송

| 경기방송                  |                          |                           |
| 이전                      | KFM 저녁종합뉴스         | 다음                      |
| 사통팔달 정보네트워크 1부 | KFM 저녁종합뉴스         | 사통팔달 정보네트워크 2부 |
| 저녁 6시 ~ 저녁 6시 30분  | 저녁 6시 30분 ~ 저녁 7시 | 저녁 7시 ~ 저녁 7시 30분  |
|                           |                          |                           |